# Houngomey
Houngomey ist ein Arrondissement im Departement Zou im westafrikanischen Staat Benin. Es ist eine Verwaltungseinheit, die der Gerichtsbarkeit der Kommune Za-Kpota untersteht.

## Demografie und Verwaltung
Gemäß der Volkszählung 2013 des beninischen Statistikamtes INSAE hatte das Arrondissement 12.165 Einwohner, davon waren 5806 männlich und 6359 weiblich.
Von den 69 Dörfern und Quartieren der Kommune Za-Kpota entfallen sechs auf Houngomey:
1. Adamè
2. Akètèkpa
3. Folly
4. Houngomè
5. Koguédé
6. Kpokpoé